# راضیه سلطان
راضیه سلطان در سال ۱۵۱۹ در استانبول به دنیا آمد. مادر او سوگلی ناشناسی از حرم سلیمان یکم بود. او سر انجام در کودکی پس از دوران بیماری دراستانبول در گذشت.